# Polyrhaphis hystricina
Polyrhaphis hystricina es una especie de escarabajo longicornio del género Polyrhaphis, tribu Polyrhaphidini, subfamilia Lamiinae. Fue descrita científicamente por Bates en 1862.
La especie se mantiene activa durante los meses de enero, marzo, abril, mayo, junio, julio, agosto y septiembre.

## Descripción
Mide 22-30 milímetros de longitud.

## Distribución
Se distribuye por Brasil y Guayana Francesa.